# Mateusz Wagemann
Mateusz Wagemann (ur. 28 czerwca 1981) – polski polityk, prawnik i działacz społeczny, w latach 2022–2023 drugi wicewojewoda zachodniopomorski.

## Życiorys
Absolwent XIII Liceum Ogólnokształcącego w Szczecinie. Ukończył studia z politologii (2005) i prawa (2008) na Uniwersytecie Szczecińskim, kształcił się podyplomowo w zakresie pomocy publicznej w Szkole Głównej Handlowej (2015). Pracował jako współwłaściciel biura pośrednictwa w branży finansów i nieruchomości, główny specjalista w Wydziale Zarządzania Strategicznego Urzędu Marszałkowskiego w Szczecinie oraz prawnik w różnych instytucjach. W 2012 uzyskał uprawnienia radcy prawnego, następnie rozpoczął prowadzenie własnej kancelarii prawnej. Zajął się również działalnością społeczną, został współpracownikiem stowarzyszeń zajmujących się pomocą ofiarom przestępstw, Stowarzyszenia Fidei Defensor działającego na rzecz eliminacji prześladowań ze względu na wiarę, oraz Stowarzyszenia Przyjaciół Mediów.
Należał do Unii Polityki Realnej, z listy której bez powodzenia ubiegał się o mandat eurodeputowanego w wyborach do Parlamentu Europejskiego w 2004. W 2006 kandydował do sejmiku zachodniopomorskiego z listy Platformy Obywatelskiej. Od 2011 członek rady szczecińskiego osiedla Bukowe-Klęskowo trzech kadencji. Działał w Stowarzyszeniu KoLiber. Później związał się z Solidarną Polską (od 2023 działającą jako Suwerenna Polska), został bliskim współpracownikiem Dariusza Mateckiego. Z rekomendacji tej partii 13 stycznia 2022 powołany na stanowisko drugiego wicewojewody zachodniopomorskiego. 20 grudnia 2023 zakończył pełnienie funkcji wicewojewody. W 2024 bezskutecznie kandydował do sejmiku zachodniopomorskiego z listy PiS.
31 października 2024 roku został tymczasowo aresztowany na podstawie prokuratorskich zarzutów dotyczących jego udziału w aferze w Funduszu Sprawiedliwości. Zarzuty dotyczyły przekroczenia uprawnień i niedopełnienia obowiązków oraz przywłaszczenia mienia w łącznej kwocie 16,5 mln zł. Kolejny zarzut dotyczył prania pieniędzy — podała Prokuratura Krajowa.